# Penetrometro
In geotecnica, il penetrometro è uno strumento volto a sondare la struttura e la resistenza dei terreni. 
Introdotto a partire dal 1930 è sempre più utilizzato, nelle sue varie versioni, quando si progettano o si costruiscono opere edilizie.
I penetrometri esistono in versione dinamica (a percussione), statica (a pressione) o mista.

## Prova penetrometrica
Il procedimento di prova penetrometrica consiste essenzialmente nell'inserire nel suolo una sonda metallica e nel misurare la resistenza che presenta il terreno alla penetrazione, a mano a mano che aumenta la profondità.  Dai dati ottenuti in tal modo è possibile dedurre una serie di informazioni sulle caratteristiche dei diversi strati attraversati e sulla capacità di resistenza del terreno.
I primi impieghi della prova penetrometrica statica, indicata sinteticamente come CPT, dall'inglese Cone Penetration Test risalgono al 1917 a opera delle ferrovie di stato svedesi, al 1927 per conto delle ferrovie danesi e al 1935 per conto del dipartimento dei lavori pubblici olandese.
La prova penetrometrica standard, o dinamica, SPT, dall'inglese Standard penetration test, sviluppata negli USA nel 1927, è molto diffusa e si effettua secondo procedure standard facendo cadere un maglio di 63.5 kg da un'altezza di 760 mm, e viene registrato il numero di colpi {\displaystyle (N_{SPT})} necessario all'avanzamento di 30 cm di un campionatore standard.